# Cellole
Cellole község (comune) Olaszország Campania régiójában, Caserta megyében.

## Fekvése
A megye nyugati részén fekszik, Nápolytól 50 km-re északnyugatra valamint Caserta városától 45 km-re északnyugati irányban, a Tirrén-tenger partján. Határai: Sessa Aurunca.

## Története
A település alapítására vonatkozóan nincsenek pontos adatok. Valószínűleg a kora középkorban alapították, bár egyes régészek szerint alapítása a rómaiak idejére nyúlik vissza. A középkor során a település Sessa Aurunca előörse volt, amelynek mind gazdasági, mind közigazgatási szempontból alá volt rendelve. A település 1976-ban népszavazás során nyerte el önállóságát. A közelben lévő Monte Santa Croce vulkánnak köszönhetően talaja rendkívül termékeny. A községhez tartozik két tengerparti üdülőközpont: Baia Domizia és Baia Felice.

## Népessége
A népesség számának alakulása:

## Főbb látnivalói
- San Marco-templom
- Santa Lucia-templom